# Sverige i olympiska sommarspelen 1964
Sverige vid Olympiska sommarspelen 1964 erövrade 2 guld-, 2 silver- och 4 bronsmedaljer.

## Medaljer
|         | Guld | Silver | Brons | Totalt |
| ------- | ---- | ------ | ----- | ------ |
| Sverige | 2    | 2      | 4     | 8      |

### Guld
- Rolf Peterson - Kanot, K1 1000m
- Sven-Olov Sjödelius och Gunnar Utterberg - Kanot, K2 1000m

### Silver
- Pelle Svensson - Brottning, grekisk-romersk stil, lätt tungvikt
- Lars Thörn, Arne Karlsson och Sture Stork - Segling, 5,5 meters-klassen

### Brons
- Bertil Nyström - Brottning, grekisk-romersk stil, weltervikt
- Erik Pettersson, Gösta Pettersson, Sture Pettersson och Sven Hamrin - Cykling, 100 km lagtempo
- Ingvar Pettersson - Friidrott, 50 km gång
- Pelle Petterson och Holger Sundström - Segling, starbåt

## Deltagare
Följande 94 deltagare var med i Sveriges trupp vid olympiska sommarspelen 1964.

- Ann-Christine Hagberg – Simning
- Ann-Charlotte Lilja – Simning
- Anne-Marie Lambert – Gymnastik
- Arne Karlsson – Segling
- Arne Robertsson – Brottning
- Arne Settergren – Segling
- Bengt Ljungquist – Ridsport
- Bengt Nåjde – Friidrott
- Bengt Nordvall – Simning
- Bertil Nyström – Brottning
- Birger Asplund – Friidrott
- Bo Forssander – Friidrott
- Bo Jansson – Modern femkamp
- Bo Kaiser – Segling
- Boris Jacobsson – Segling
- Carl von Gerber – Kanot
- Carl-Wilhelm Engdahl – Fäktning
- Christina Wahlberg – Fäktning
- Elisabeth Morris Elenbring – Simning
- Else-Marie Ljungdahl – Kanot
- Enar Edberg – Tyngdlyftning
- Erik Fåglum – Cykel
- Erik Olsson – Brottning
- Eva Sisth – Kanot
- Ewa Rydell – Gymnastik
- Gerola Lindahl – Gymnastik
- Gunnar Utterberg – Kanot
- Göran Abrahamsson – Fäktning
- Göran Lundqvist – Simhopp
- Gösta Pettersson – Cykel
- Hans Lagerwall – Fäktning
- Hans Rosendahl – Simning
- Hans Wikne – Ridsport
- Hans-Gunnar Liljenvall – Modern femkamp
- Holger Sundström – Segling
- Ingvar Asp – Tyngdlyftning
- Ingvar Eriksson – Simning
- Ingvar Pettersson – Friidrott
- Ivar Genesjö – Fäktning
- Jan Lundin – Simning
- Jan Poignant – Skyttesport
- John Ljunggren – Friidrott
- Johan Sundberg – Skyttesport
- Karl-Uno Olofsson – Friidrott
- Kerstin Palm – Fäktning
- Kerstin Rybrant Barnö – Simhopp
- Kjell-Åke Nilsson – Friidrott
- Lars Haglund – Friidrott
- Lars Käll – Segling
- Lars-Erik Gustafsson – Friidrott
- Lasse Thörn – Segling
- Leif Korn – Gymnastik
- Leif Larsson – Skyttesport
- Lennart Ahlin – Skyttesport
- Lennart Eriksson – Brottning
- Lester Eriksson – Simning
- Lotten Andersson – Simning
- Majvor Welander – Simning
- Marie Björk – Gymnastik
- Mats Svensson – Simning
- Matti Poikala – Brottning
- Olle Ferm – Simning
- Orwar Lindwall – Fäktning
- Ove Emanuelsson – Kanot
- Pelle Petterson – Segling
- Per Svensson – Brottning
- Per-Ola Lindberg – Simning
- Ragnar Svensson – Brottning
- Roine Carlsson – Friidrott
- Rolf Junefelt – Modern femkamp
- Rolf Peterson – Kanot
- Roy Syversson – Friidrott
- Rune Flodman – Skyttesport
- Rune Johnsson – Brottning
- Solveig Andersson – Gymnastik
- Stig Berntsson – Skyttesport
- Stig Käll – Segling
- Stig Lindevall – Gymnastik
- Stig Lindbäck – Friidrott
- Stig Persson – Brottning
- Stig Pettersson – Friidrott
- Sture Pettersson – Cykel
- Sture Stork – Segling
- Styrbjörn Holm – Segling
- Sven Hamrin – Cykel
- Sven-Erik Westlin – Tyngdlyftning
- Sven-Olov Larsson – Friidrott
- Sven-Olov Sjödelius – Kanot
- Ulla Fahlén – Simning
- Ulla Lindström – Gymnastik
- Ulla-Britt Wieslander – Friidrott
- William Hamilton – Ridsport
- William Thoresson – Gymnastik
- Åke Söderlund – Friidrott

## Tyngdlyftning
Fjädervikt
- Enar Edberg

Lättvikt
- Sven-Erik Westlin

Mellantungvikt
- Ingvar Asp

## Källhänvisningar
1. ↑  "Tokyo 1964". Arkiverad 6 november 2014 hämtat från the Wayback Machine. Sok.se. Läst 5 november 2014.
2. ↑  ”Truppen - Sveriges Olympiska Kommitté”. sok.se. https://sok.se/olympiska-spel/tavlingar/spelen/tokyo-1964/truppen.html?selectedSport=Alla&freetext=&lp-view-type=&numberOfHitsToShow=768. Läst 31 december 2019.